# 最後の果実
「最後の果実」（さいごのかじつ）は、深田恭子の歌手デビューシングル。ポニーキャニオンから1999年5月19日に発売。

## 解説
シングル表題曲の「最後の果実」は、作・編曲担当の小森田実がプロデュースしたシンガーソングライターaikoのデビューシングル「あした」のリメイクで、ほとんど同じバック・トラックに全く異なる歌詞と歌メロが乗っている。aikoは「最後の果実」の仮歌を歌い、レコーディングではコーラスにも参加している。
初回限定盤と通常盤とでは収録曲が違い、ジャケットも異なる。

## 曲目(初回限定盤)
1. 最後の果実
作詞:黒須チヒロ、作曲・編曲:小森田実
シングルではクレジットが省略されているが、アルバム『moon』に記載のクレジットによると、aikoがbackground vocalで小森田実とともに参加、secret voiceでaikoが参加している。
2. 海の彼方 空の果て
作詞:黒須チヒロ・羽野アキラ、作曲:黒須チヒロ、編曲:鈴木俊介、弦編曲:村山達哉
3. あなたが知っている私が本当の私とは限らない (bonus track)
作詞:黒須チヒロ、作曲:市川ハルユキ、編曲:鈴木俊介

## 曲目(通常盤)
1. 最後の果実
作詞:黒須チヒロ、作曲・編曲:小森田実
2. 海の彼方 空の果て
作詞:黒須チヒロ・羽野アキラ、作曲:黒須チヒロ、編曲:鈴木俊介、弦編曲:村山達哉
3. 最後の果実 (inst)
作曲・編曲:小森田実